# Перуника бастардна
Перуника бастардна (лат. Iris spuria) врста је која спада у род Iris и припада монокотиледоним биљкама. Вишегодишња биљка која насељава Европу, Азију и Африку. У Србији је веома ретка и строго заштићена врста која настањује свега неколико локалитета у Војводини. Такође, често је гајена као украсна врста.

## Опис биљке
Вишегодишња биљка (30) 45-80 (100) центиметара плавичасто-сивкасте боје. Стабљика скоро цилиндрична, са истакнутим ребрима, мало краћа од листова, са 2-5 цветова на кратким петељкама.
Листови сабљасти, 5-12 милиметара широки, чврсти.
Приперци издужено ланцетасти, зашиљени, на леђној страни заобљени, зељасти, по ободу опнасти. Цев перигона много краћа од плодника. Спољашњи режњеви са дугачким нокатцем, елипсоидно ланцетастим, беличастим са пурпурним нервима и жутом пругом у средини, нокатац се при врху упадљиво сужава и прелази у горњи шири, округласто јајаст део режња, који је плавољубичаст, понекад местимично тамно љубичаст. Унутрашњи режњеви плавољубичасти, објајасто ланцетасти постепено се сужавају у нокатац. Прашница исте дужине као и прашнички конац, који је љубичасте боје. Жиг исте боје као унутрашњи режњеви перигона. Цвета од маја до јуна.
Плод је чаура са дугим шиљком и са затупастим ребрима.
- Цвет перунике бастардне
- Перуника бастардна - цвет
- Перуника бастардна - илустрација

## Распрострањеност
Опште распрострањење: Југозападна, средња и југоисточна Европа, Кавказ, северна Африка. Панонско - западносубмедитеранско - јужноатланско - литорални (јужно - субатланско - сундски) флорни елемент.
Распрострањење у Србији: ретка врста, бележена само на неколико локација у Војводини, док је у ужој Србији позната са само једне (новије непотврђене) локације.

## Станиште
Настањује мочварне ливаде, јавља благу киселост тла.

## Статус заштите
Према Правилнику о проглашењу и заштити строго заштићених и заштићених дивљих врста биљака, животиња и гљива Србије, налази се на Прилогу I у категорији Строго заштићених дивљих врста, биљака, животиња и гљива.
Према ИУЦН-овој Црвеној листи угрожених врста, перуника бастардна спада у категорију последња брига (Least concern - LC)